# Pesnica, Kungota
Pesnica este o localitate din comuna Kungota, Slovenia, cu o populație de 159 de locuitori.